# アルフレート・クービン
アルフレート・クービン（Alfred Kubin,1877年4月10日 - 1959年8月20日）は、オーストリアの表現主義の画家、挿絵画家、小説家。アルフレッド、クビンまたはクビーンの表記もある。

## 略歴
1877年、ボヘミアのリトムニェジツェで生まれる。1898年、21歳で画家を志しミュンヘンの美術学校に入学、シュミット＝ロイテ(Ludwig Schmid-Reutte)に絵を学ぶ。結婚するが妻と死別。
1902年以後、ドイツの社会風刺雑誌『ジンプリチシムス』に参加。
1906年に再婚。オーストリアのツヴィクレットに居住し、創作活動を続ける。
エドガー・アラン・ポー、E.T.A.ホフマン、ジェラール・ド・ネルヴァル、フランツ・カフカ、ゲオルク・トラークル、ドストエフスキーなど数多くの作品の挿絵を描き、1908年に挿絵入りの幻想小説『対極 デーモンの幻想』（Die Andere Seite）を自作の挿絵を付して発表。
1911年、ミュンヘンの芸術運動グループ「青騎士」にヴァシリー・カンディンスキー、フランツ・マルク、ガブリエレ・ミュンター、パウル・クレーらと共に参加。第1回展に出展する。
1959年、オーストリアのヴェルンシュタイン・アム・イン（Wernstein am Inn）にて死去。

## 日本語訳された作品

### 長編
- Die Andere Seite

『対極 デーモンの幻想』（野村太郎訳、法政大学出版局） 1971年
『裏面 - ある幻想的な物語』（吉村博次, 土肥美夫共訳、河出書房新社、モダン・クラシックス） 1971年
『裏面 - ある幻想的な物語』（吉村博次, 土肥美夫共訳、白水社　白水Uブックス、海外小説 永遠の本棚） 2015年　ISBN 978-4-560-07198-4

### 短編
- Die Jagd auf den Vampire

「吸血鬼狩り」（前川道介訳）ミステリマガジン 1981年8月号 No.304（早川書房）に掲載
「吸血鬼狩り」（竹内節編）『独逸怪奇小説集成』（国書刊行会）に収載
- Halle fur plotzlich Verstorbene

「即死者収容所」（檜山哲彦訳）『ドイツの世紀末 01』（国書刊行会、編：池内紀）に収載
- Fahrt durch das Traumreich

「夢の地の旅」（檜山哲彦訳）『ドイツの世紀末 01』（国書刊行会、編：池内紀）に収載
- Aus meinem Leben

「わが生涯より」（三光長治訳）『ドイツの世紀末 03』（国書刊行会、編：三光長治）に収載

### 自伝
- Kubin: Aus meinem Leben

「わが生涯より」（前川道介訳）『ドイツ表現主義4 表現主義の美術・音楽』（河出書房新社）に収載

## 画集
- 『クービンの素描』（野村太郎編・解説、岩崎美術社、双書 版画と素描13） 1975